# I Kristus finns ej öst och väst
I Kristus finns ej öst och väst är en psalm med text skriven 1905 av William Arthur Dunkerley (John Oxenham). Texten översattes 1951 av Joel Sörenson och  bearbetades 1986 av Birger Olsson. Till texten finns två melodier. En skriven 1836 av Alexander Reinagle och en spiritual som bearbetades 1939 av Harry Burleigh.

## Publicerad i
- Psalmer och Sånger 1987 som nr 405a och 405b under rubriken "Kyrkan och nådemedlen - Kyrkan - församlingen".[1]
- Frälsningsarméns sångbok 1990 som nr 669a och 669b under rubriken "Tillsammans i världen"[2]